# Aida Hadžialić
Aida Hadžialić (ur. 21 stycznia 1987 w Fočy) – szwedzka polityk, od 2014 do 2016 minister.

## Życiorys
Urodziła się w Jugosławii na terenie Bośni i Hercegowiny. Gdy miała pięć lat, jej rodzina w okresie wojen bałkańskich wyjechała do Szwecji. Kształciła się na Uniwersytecie w Lund, na którym ukończyła studia prawnicze. Została działaczką Szwedzkiej Socjaldemokratycznej Partii Robotniczej i jej organizacji młodzieżowej SSU, którą od 2004 kierowała w mieście Halmstad. W latach 2010–2014 była radną w Halmstad i członkinią zarządu miasta (kommunalråd).
Po wyborach w 2014 w utworzonym przez socjaldemokratów i zielonych mniejszościowym rządzie Stefana Löfvena objęła urząd ministra szkolnictwa policealnego i edukacji dorosłych. Stała się najmłodszym w historii członkiem szwedzkiego rządu i jednocześnie pierwszym ministrem będącym muzułmaninem. Ustąpiła w sierpniu 2016 po tym, gdy została zatrzymana za prowadzenie pojazdu pod wpływem alkoholu.